# Гайнц-Вольфганг Шнауфер
Гайнц-Вольфганг Шнауфер (нім. Heinz-Wolfgang Schnaufer; нар. 16 лютого 1922, Кальв, Королівство Вюртемберг — пом. 15 липня 1950, біля Бордо) — німецький військовий льотчик-ас за часів Третього Рейху. Майор Люфтваффе (1944). Один з 27 кавалерів Лицарського хреста Залізного хреста з Дубовим листям‎, мечами та діамантами (1944). Найрезультативніший нічний винищувач в історії авіації.

## Біографія
Син власника фірми з виробництва вина. У 1933 вступив в Юнгфольк, а потім у Гітлер'югенд. У молодості захоплювався планеризмом. У 1938 зарахований до школи НАПОЛАС в Бакнангу (Вюртемберг), а в 1939 — в школу НПЕА в Потсдамі, яка спеціалізувалася на льотній підготовці. 15 листопада 1939 року вступив в 42-й навчальний авіаполк, а потім закінчив авіаційне училище в Альт-Лонневіці. У квітні 1941 року направлений на курси «сліпих» польотів. 1 листопада 1941 року зарахований в 5-у ескадрилью 1-ї нічної винищувальної ескадри. Всю війну літав на Bf.110. З 10 квітня 1942 року — офіцер з технічного забезпечення 2-ї групи ескадри. Першу перемогу здобув 2 червня 1942 року, збивши «Галіфакс», в ніч на 1 серпня збив ще 3 британських бомбардувальники. Однак потім його дії були не дуже успішні і з грудня 1942 по травень 1943 року не збив жодного літака. До серпня 1943 року на його рахунку були 23 збитих літаки противника. З серпня 1943 року — командир 12-ї ескадрильї своєї ескадри. У ніч на 17 грудня 1943 року збив 4 британських «Ланкастера», і загальне число його перемог зросла до 40. Протягом 1944 року збив 64 ворожих літаки (рекорд для асів нічної винищувальної авіації), причому більшість з них за повної переваги противника в повітрі. У ніч на 25 травня 1944 року здобув відразу 5 повітряних перемог. У ніч на 22 лютого 1945 року збив 7 літаків супротивника. У 1945 році збив 15 літаків, з них 7 в ніч на 22 березня. Всього за час бойових дій зробив 164 бойових вильоти і збив 121 ворожий літак (включаючи 14 4-моторних бомбардувальників), ставши найрезультативнішим асом нічної винищувальної авіації люфтваффе.
Після війни повернувся у Кальв і зайнявся сімейним бізнесом. Брав участь в показових авіаперельотах, у тому числі в Південну Африку, але під час посадки в Швейцарії 23 вересня 1946 року заарештований за незаконний перетин кордону. Через 6 місяців звільнений і повернувся до бізнесу. Під час поїздки у Францію 13 липня 1950 року потрапив в автокатастрофу. Помер в лікарні від отриманих ран.

## Вшанування пам'яті
У Кальві є вулиця Гайнца Шнауфера (Heinz-Schnaufer-Straße). 
Військова кар'єра
- 15 листопада 1939 — кадет
- 1 квітня 1941 — лейтенант
- 1 липня 1943 — оберлейтенант
- 1 травня 1944 — гауптман
- 8 грудня 1944 — майор